# Joe McQueen
Joe McQueen o Joe Lee McQueen (Ponder (Texas), 30 de mayo de 1919-Ogden (Utah), 7 de diciembre de 2019) fue un saxofonista de jazz estadounidense.

## Biografía
Nació en Ponder, Texas y creció en Ardmore, Oklahoma. En su adolescencia comenzó a tocar el saxofón en parte debido a su primo, Herschel Evans, un saxofonista con el conde Basie durante la década de 1930.
Estuvo de gira con bandas en todo Estados Unidos. Mientras pasaba por Ogden (Utah, EE. UU.) con su esposa en 1945, un miembro de la banda tomó el dinero de la banda. Lo perdió mientras jugaba camino a Las Vegas. McQueen y su esposa decidieron permanecer en Ogden. Actuó con músicos de jazz cuando se detuvieron en Utah, como Charlie Parker Chet Baker, Paul Gonsalves, Lester Young, Count Basie, Duke Ellington y Dizzy Gillespie. En 1962 tocó en Idaho Falls Idaho, con Hoagy Carmichael. McQueen continuó en activo cuando se acercaba a los cien años.

## Premios y distinciones
McQueen fue el tema del documental King of O-Town. En 2002, el gobernador de Utah estableció el 18 de abril como el Día de Joe McQueen. En 2019, la legislatura de Utah cumplió 100 años.

## Muerte
Fue diagnosticado con cáncer de laringe en 1969 después de años de fumar. Se sometió a varias cirugías que le obligaron a dejar de tocar durante varios años. En los últimos meses anteriores la fallecimiento le fue diagnosticado cáncer intestinal del que fue intervenido, McQueen falleció con cien años el 7 de diciembre de 2019 en su residencia en Ogden, Utah.